# Валахади
Валахади или Валаади или Влахади  (грчки: Βαλαάδες, Валаадес, Βαλαχάδες, Валахадес) име је грчко-језичке муслиманске популације која је живела у југозападној Македонији. Њихов брок био је негде око 12000 људи.

## Историја и култура
Валахади су потомци православних хришћана исламизираних у седамнаестом и осамнаестом столећу. Почетком 20. века живели су у најјужнијем делу Егејске Македоније-у рејону Неаполија, у средњем току реке Алиакмон. Њихова култура, пак, није се много разликовала од културе Грка-хришћана. Према наводима бугарског географа Васила Канчова, број Грка мухамеданаца у Македонији крајем 19. века био је 14 373. Према грчкој статистици из 1904. у санџаку Сервија било је 16070 Валахада.
Валахади су говорили грчки језик и истицали своје хришћанске корене. Свој језик су, после пресељења задржали чак и у туркојезичном окружењу, називајући га ромеика.
Компактне масе Валахада преселиле су се у Источну Тракију- Кумбургас, Кучук-чекмендже и Чаталџу.
Погрешно се понекад сматра да име валахади потиче од влаха, те да су валахади заправо аромуни. Албанолог Густав Вајганд, пак, износи хипотезу да име „валахади“ потиче од турског „евала"- „побогу“.   